# Taiwanbandvinge
Taiwanbandvinge (Actinodura morrisoniana) är en fågel i familjen fnittertrastar inom ordningen tättingar.

## Utseende
Taiwanbandvingen är en typisk bandvinge, en 18–19 cm lång och mestadels brun fågel med tätt mörkbandade vingpennor och stjärt. Den är kastanjebrun på hjässa och huvudsidor med en otydlig rostfärgad ögonring. Ovansidan är ockragrå med vitaktiga mjuka streck på nacke och mantel. Vingpennor och stjärt är tätt bandade i rostrött och svart. Den är vidare roströd på hake och strupe, på bröstet olivgrå med vitaktiga streck och på buken olivtonat roströd med svagare streck.

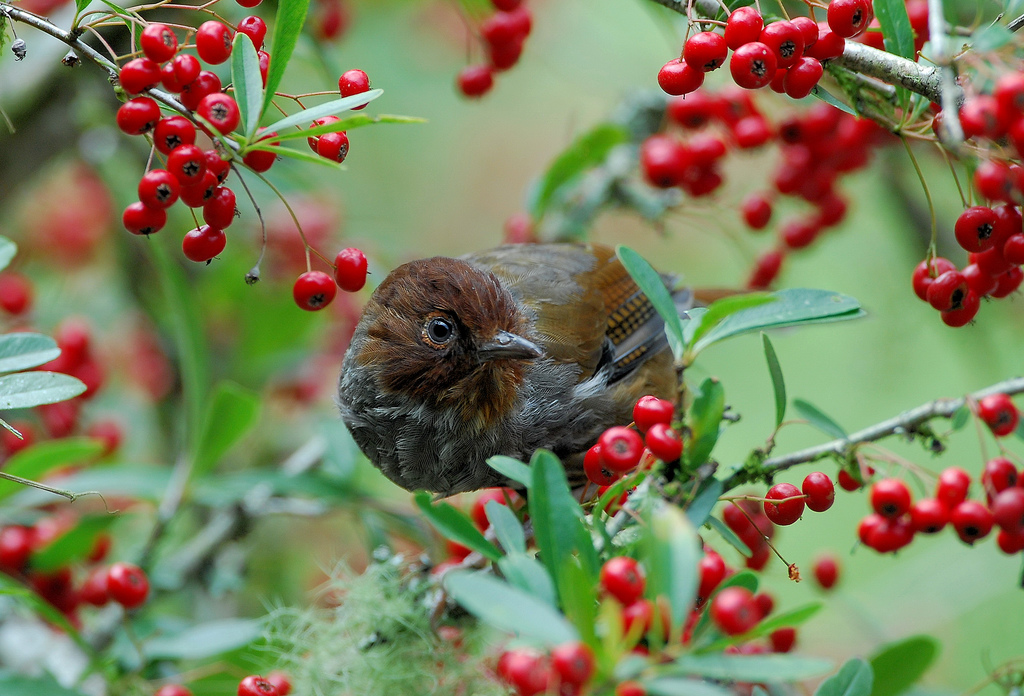
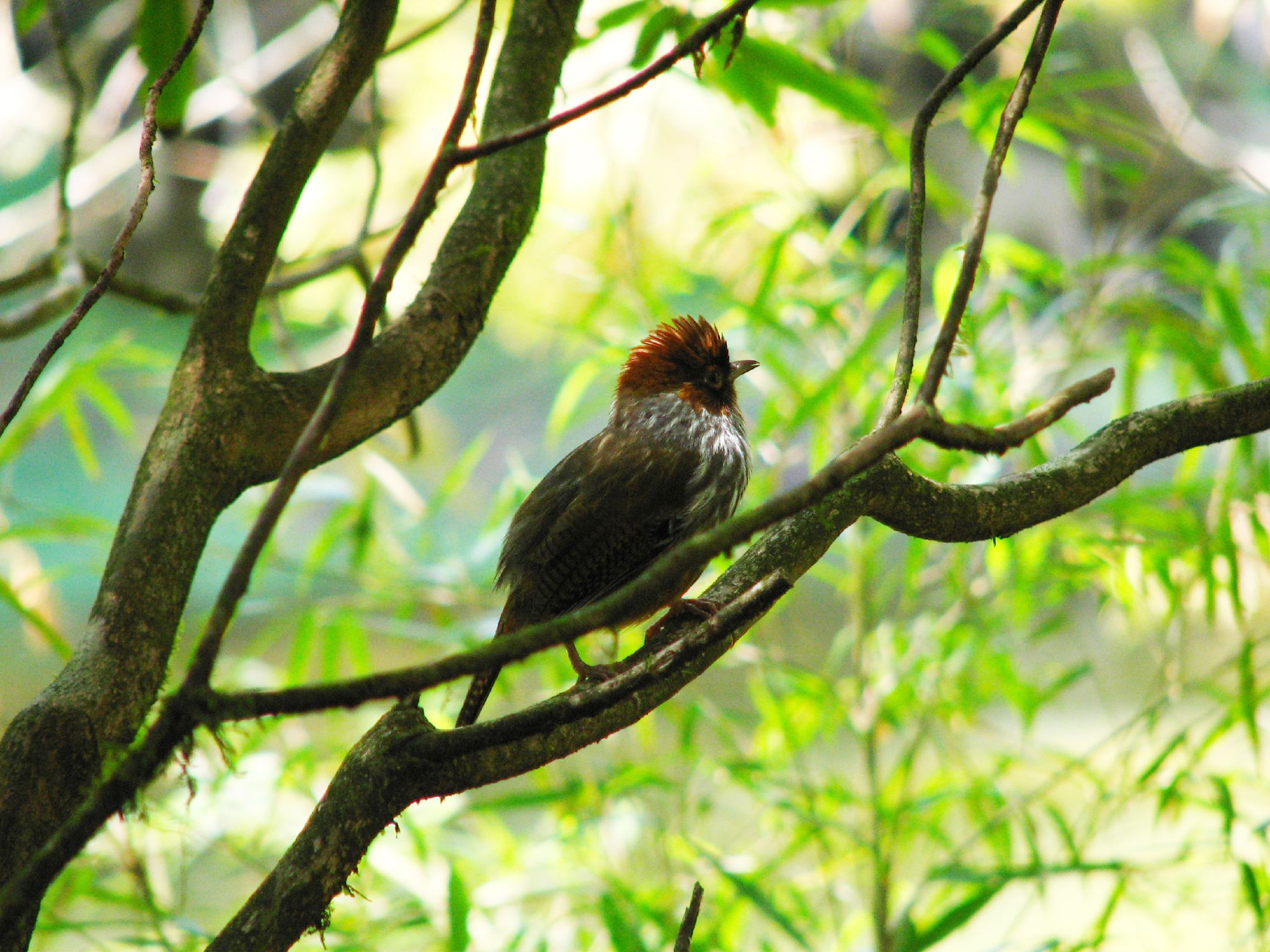

## Utbredning och systematik
Taiwanbandvingen förekommer endast som namnet antyder på ön Taiwan. Den behandlas som monotypisk, det vill säga att den inte delas in i några underarter.

### Släktestillhörighet
Bandvingarna placeras traditionellt i Actinodura. DNA-studier visar dock att två avvikande arter, rostkronad minla (Chrysominla strigula) och blåstjärtad siva (Siva cyanouroptera) är en del av bandvingarna. Olika taxonomiska auktoriteter har behandlat resultatet på olika sätt, antingen som här inkludera dessa i Actinodura, eller dela upp släktet i två. Waldenbandvingen och dess närmaste släktingar lyfts då ut i släktet Sibia.

## Status och hot
Arten har ett litet utbredningsområde, men beståndet anses vara stabilt. Internationella naturvårdsunionen IUCN kategoriserar därför arten som livskraftig (LC).

## Namn
Fågelns vetenskapliga artnamn syftar på Taiwans högsta berg Mt. Morrison (Yü Shān eller Hsin Kao Shān), i sig döpt efter en amerikansk marinkårskapten som siktade berget 1857.